# Bois-Carre Military Cemetery
Bois-Carre Military Cemetery is een Britse militaire begraafplaats met gesneuvelden uit de Eerste Wereldoorlog, gelegen in de Franse gemeente Haisnes (departement Pas-de-Calais). De begraafplaats werd ontworpen door George Goldsmith en ligt 2,4 km ten zuiden van het centrum van Haisnes. Ze is vanaf de weg van Vermelles naar Hulluch bereikbaar via een landweg van ongeveer 400 m. Het terrein heeft een rechthoekig grondplan met een oppervlakte van 1.649 m² en is omheind met een muur bestaande uit gekloven keien en afgewerkt met grote natuurstenen blokken. Het Cross of Sacrifice staat centraal tegen de zuidelijke muur. De verspreide en onregelmatige ligging van de graven getuigt van de moeilijke omstandigheden waaronder de bijzettingen moesten gebeuren. De begraafplaats wordt onderhouden door de Commonwealth War Graves Commission. In de onmiddellijke nabijheid liggen ook nog Ninth Avenue Cemetery en St. Mary's A.D.S. Cemetery.
Er rusten 227 doden waarvan 53 niet meer geïdentificeerd konden worden.

## Geschiedenis
Haisnes bleef in Duitse handen tot het eindoffensief van de geallieerde troepen in 1918. Tijdens de Slag bij Loos in 1917 werden wel delen van Haisnes door Britse troepen ingenomen. De begraafplaats werd begin september 1915 gestart en kreeg zijn naam wegens de nabijheid van een klein bosje. Ze werd voornamelijk gebruikt door de 16th (Irish) Division tot augustus 1916. Eén graf werd nog in maart 1918 toegevoegd.
Er rusten 227 Britten en voor 47 van hen werden Special Memorials opgericht omdat hun graven door artillerievuur vernietigd werden en niet meer gelokaliseerd konden worden.